# جان داناهو
جان داناهو، (به انگلیسی: John Donahoe) (زاده ۳۰ آوریل ۱۹۶۰) کارآفرین، بازرگان و مدیر ارشد اجرایی آمریکایی است، که از ۳۱ مارس ۲۰۰۸ تا جولای ۲۰۱۵ سمت مدیر عامل اجرایی شرکت ای‌بی را بر عهده داشت.